# Alfred Mischke
Alfred Bruno Mischke, genannt Alfred Mischke (* 4. März 1908 in Christburg; † nach 1945) war ein deutscher Volkswirt und SS-Führer.

## Leben
Mischke, Sohn eines Hausverwalters, studierte nach dem Abitur ab 1926 an der Universität Berlin Germanistik, Geografie, Geschichts-, Staats- und Wirtschaftswissenschaften. Das Studium schloss Mischke 1932 als Diplom-Volkswirt ab und promovierte 1933 an der Universität Königsberg zum Dr. rer. pol. mit der Dissertation Die Entwicklung des modernen Genossenschaftswesens in Ostpreußen von seinen ersten Anfängen bis zur Gegenwart.
Bereits während seines Studiums betätigte sich Mischke beim Nationalsozialistischen Deutschen Studentenbund (NSDStB). Während dieser Zeit war er bereits in Unternehmen und der Landwirtschaft tätig. Mischke wurde 1930 Mitglied der SA und wurde im Juni 1930 bei Auseinandersetzungen mit Kommunisten durch einen Messerstich in den Unterleib schwer verletzt. Von der SA wechselte Mischke Anfang November 1933 zur SS (SS-Nr. 219.122), der er krankheitsbedingt auf eigenen Wunsch ab September 1934 bis zu seinem Wiedereintritt Anfang August 1938 nicht angehörte. In der SS stieg Mischke im November 1943 bis zum SS-Sturmbannführer der Reserve der Waffen-SS auf. Zum 1. Juni 1930 trat Mischke zudem der NSDAP bei (Mitgliedsnummer 249.875).
Nach seiner Promotion folgten einige Auslandsaufenthalte und redaktionelle Tätigkeiten bei chemischen Unternehmen. Unter dem Reichsleiter des Außenpolitischen Amtes der NSDAP Alfred Rosenberg war Mischke von 1935 bis März 1938 als Reichsstellenleiter tätig. Zudem war Mischke Chefredakteur und Geschäftsführer der Nordland-Verlag GmbH, einem SS-Betrieb. Ab Mai 1938 war Mischke bei der Forschungsgemeinschaft Deutsches Ahnenerbe e.V. als Referent tätig und übernahm dort leitende Funktionen im Presse- und Verlagsbereich. Ab Anfang Juni 1939 war Mischke nach Übernahme des Nordlandverlags durch Oswald Pohl im Hauptamt Verwaltung und Wirtschaft eingesetzt, wo er als Abteilungsleiter für den Nordland-Verlag zuständig war. In dieser Funktion wechselte Mischke Anfang Februar 1942 ins neu gegründete SS-Wirtschafts- und Verwaltungshauptamt (SS-WVHA) als Leiter des Amts W VII (Buch und Bild) der Amtsgruppe W. Diesen Posten bekleidete Mischke bis zum Ende des Zweiten Weltkrieges.
Über sein Nachkriegsschicksal ist nichts bekannt.